# 横尾東町
横尾東町（よこおひがしまち）は、大分県大分市の地名。現行行政地名は横尾東町一丁目から横尾東町四丁目。住居表示実施済区域。

## 地理
大分市の鶴崎地区に属し、北東に南、南東に鶴瀬、他は横尾と接している。

## 歴史

### 沿革
- 2019年（平成31年）1月12日 - 住居表示を実施に伴い、大字横尾・大字横尾字有田の各一部（通称は中筋（一部）、下組）から、横尾東町一丁目から横尾東町四丁目を新設[5]。

### 町名の変遷
| 実施後         | 実施年月日                | 実施前（各町名ともその一部）                            |
| -------------- | ------------------------- | ------------------------------------------------------- |
| 横尾東町一丁目 | 2019年（平成31年）1月12日 | 公称:大字横尾（一部） 通称:下組                         |
| 横尾東町二丁目 | 2019年（平成31年）1月12日 | 公称:大字横尾（一部） 通称:中筋、下組                   |
| 横尾東町三丁目 | 2019年（平成31年）1月12日 | 公称:大字横尾、大字横尾字有田（各一部） 通称:中筋、下組 |
| 横尾東町四丁目 | 2019年（平成31年）1月12日 | 公称:大字横尾（一部） 通称:中筋、下組                   |

## 世帯数と人口
2022年（令和4年）3月31日現在（大分市発表）の世帯数と人口は以下の通りである。
| 丁目           | 世帯数    | 人口    |
| -------------- | --------- | ------- |
| 横尾東町一丁目 | 334世帯   | 928人   |
| 横尾東町二丁目 | 411世帯   | 1,034人 |
| 横尾東町三丁目 | 213世帯   | 568人   |
| 横尾東町四丁目 | 239世帯   | 659人   |
| 計             | 1,197世帯 | 3,189人 |

### 人口の変遷
国勢調査による人口の推移。
| 2020年（令和2年） | 2,981人 | [ 6 ] |  |

### 世帯数の変遷
国勢調査による世帯数の推移。
| 2020年（令和2年） | 1,057世帯 | [ 6 ] |  |

## 学区
市立小・中学校に通う場合、学区は以下の通りとなる（2022年4月時点）。
| 丁目           | 番・番地等 | 小学校             | 中学校             |
| -------------- | ---------- | ------------------ | ------------------ |
| 横尾東町一丁目 | 全域       | 大分市立明治小学校 | 大分市立大東中学校 |
| 横尾東町二丁目 | 全域       | 大分市立明治小学校 | 大分市立大東中学校 |
| 横尾東町三丁目 | 全域       | 大分市立明治小学校 | 大分市立大東中学校 |
| 横尾東町四丁目 | 全域       | 大分市立明治小学校 | 大分市立大東中学校 |

## 交通
- 大分県道208号鶴崎大南線

## 施設
- 大分市立 大東中学校
- 大分東警察署 横尾交番

## その他

### 日本郵便
- 郵便番号 : 870-0130[2]（集配局 : 大分東郵便局[8]）。